# Velo d'ignoranza
Il velo d'ignoranza è una metafora filosofica sviluppata da John Rawls (1921-2002), che si rifà  al pensiero politico dei filosofi contrattualisti Thomas Hobbes, John Locke e Immanuel Kant, per rappresentare un'ipotetica situazione in cui l'esperienza di pensiero fa astrazione di ogni interesse di tipo particolare, individuale o privato per giungere al fondamento di una futura società giusta.

## Antecedenti
Il concetto del velo dell'ignoranza è stato usato per secoli, con altri nomi, da filosofi come John Stuart Mill e Adam Smith (con il suo "spettatore imparziale", o teoria dell'osservatore ideale). John Harsanyi ha contribuito a formalizzare il concetto in economia e ha sostenuto che esso fornisce un argomento a favore dell'utilitarismo, piuttosto che per il contrattualismo.

## Sul contratto sociale
Nella filosofia politica, mentre per Hobbes e Locke il contratto sociale aveva un valore reale e storico indirizzato al raggiungimento di fini utilitaristici come la pace, da Kant in poi si era affermata la tesi della valenza simbolica del contratto la cui validità risiedeva invece nei diritti morali individuali. Rawls ritiene invece che la società giusta nasca da presupposti morali preesistenti.
La teoria di Rawls consiste nel compiere un esperimento mentale di questo tipo: immaginiamo che un gruppo di individui, privati di qualsiasi conoscenza circa il proprio ruolo nella società, i propri talenti, il proprio livello intellettuale e culturale, le proprie caratteristiche psicologiche e i propri valori, viva in un velo d'ignoranza, ma sapendo comunque da individui razionali che sanno come funzionano le società e i fatti che le governano e quali sistemi economici esistono - situazione di fondo questa che egli chiama original position ("posizione originaria")  - può scegliere secondo quali principi deve essere gestita la società in cui vivono.
Ebbene, in condizioni simili, sostiene Rawls, anche se fossero totalmente disinteressate le une rispetto alla sorte propria e delle altre, le parti sarebbero costrette dalla situazione a scegliere due determinati principi di giustizia:
- il primo: ogni persona ha un uguale diritto alla più estesa libertà fondamentale, compatibilmente con una simile libertà per gli altri;
- il secondo: le ineguaglianze economiche e sociali sono ammissibili soltanto se sono per il beneficio dei meno avvantaggiati.